# Mostarska kotlina
Mostarska kotlina je kotlina Neretve u njenom srednjem toku, u Hercegovini. 
Sjeverno od Mostarske kotline je sjevernomostarska kotlina Bijelo polje, a na jugu je južnomostarska kotlina Bišće polje. Najpoznatija brda oko mostarske kotline su: Hum, Brkanovo brdo, Galac, Orlovac, Mikuljača, Žovnica, Planinica, Fortica i Kandiljan. U Mostarskoj kotlini pronađeni su tragovi glacijalnih i periglacijalnih procesa.
U kotlini je smješten grad Mostar i većina zapadnih prigradskih naselja.